# Christian Kubusch
Christian Kubusch (Gera, 26 april 1988) is een Duitse zwemmer. Hij vertegenwoordigde zijn vaderland op de Olympische Zomerspelen 2008 in Peking.

## Carrière
Bij zijn internationale debuut, op de Olympische Zomerspelen van 2008 in Peking, strandde Kubusch in de series van de 400 meter vrije slag, samen met Paul Biedermann, Benjamin Starke en Stefan Herbst werd hij uitgeschakeld in de series van de 4x200 meter vrije slag.
Op de Europese kampioenschappen kortebaanzwemmen 2009 in Istanboel eindigde de Duitser als zesde op de 1500 meter vrije slag en als tiende op de 400 meter vrije slag.
Tijdens de Europese kampioenschappen zwemmen 2010 in Boedapest veroverde Kubusch de zilveren medaille op de 800 meter vrije slag.
In Shanghai nam de Duitser deel aan de wereldkampioenschappen zwemmen 2011, op dit toernooi strandde hij in de series van zowel de 800 als de 1500 meter vrije slag. Op de Europese kampioenschappen kortebaanzwemmen 2011 in Szczecin eindigde Kubusch als dertiende op de 1500 meter vrije slag.

## Internationale toernooien
| Jaar | Olympische Spelen                         | WK langebaan                             | WK kortebaan  | EK langebaan    | EK kortebaan                            |
| ---- | ----------------------------------------- | ---------------------------------------- | ------------- | --------------- | --------------------------------------- |
| 2008 | 29e 400m vrije slag 12e 4x200m vrije slag |                                          | geen deelname | geen deelname   | geen deelname                           |
| 2009 |                                           | geen deelname                            |               |                 | 10e 400m vrije slag 6e 1500m vrije slag |
| 2010 |                                           |                                          | geen deelname | 800m vrije slag | geen deelname                           |
| 2011 |                                           | 15e 800m vrije slag 21e 1500m vrije slag |               |                 | 13e 1500m vrije slag                    |

## Persoonlijke records
Bijgewerkt tot en met 31 mei 2011

### Kortebaan
| Afstand          | Tijd     | Datum            | Plaats  |
| ---------------- | -------- | ---------------- | ------- |
| 200m vrije slag  | 1.44,00  | 27 november 2009 | Essen   |
| 400m vrije slag  | 3.38,75  | 14 november 2009 | Berlijn |
| 800m vrije slag  | 7.36,46  | 26 november 2009 | Essen   |
| 1500m vrije slag | 14.35,10 | 15 november 2009 | Berlijn |

### Langebaan
| Afstand          | Tijd     | Datum            | Plaats      |
| ---------------- | -------- | ---------------- | ----------- |
| 200m vrije slag  | 1.47,47  | 19 december 2009 | Maagdenburg |
| 400m vrije slag  | 3.47,96  | 18 april 2008    | Berlijn     |
| 800m vrije slag  | 7.49,12  | 13 augustus 2010 | Boedapest   |
| 1500m vrije slag | 15.09,94 | 31 mei 2011      | Berlijn     |